# Campionati del mondo di atletica leggera 1987 - Marcia 10 km
La gara della marcia 10 km femminile dei Campionati del mondo di atletica leggera 1987 si è svolta il 1º settembre.

## Podio
| Pos.    | Atleta          | Nazionalità      | Tempo  |
| ------- | --------------- | ---------------- | ------ |
| Oro     | Irina Strakhova | Unione Sovietica | 44'12" |
| Argento | Kerry Saxby     | Australia        | 44'23" |
| Bronzo  | Yan Hong        | Cina             | 44'42" |

## Situazione pre-gara

### Record
Prima di questa competizione, il record del mondo (RM) e il record dei campionati (RC) erano i seguenti:
| Record                | Prestazione  | Atleta                | Data                               | Competizione |              |
| --------------------- | ------------ | --------------------- | ---------------------------------- | ------------ | ------------ |
| Record mondiale       | 42'50"       | Kerry Saxby Australia | 4 agosto 1987 Melbourne, Australia |              |              |
| Record dei campionati | nuovo evento | nuovo evento          | nuovo evento                       | nuovo evento | nuovo evento |

### Campionesse in carica
Le campionesse in carica, a livello olimpico e mondiale, erano:
| Campione | Atleta                             | Prestazione                        | Data                               | Competizione                       |                                    |
| -------- | ---------------------------------- | ---------------------------------- | ---------------------------------- | ---------------------------------- | ---------------------------------- |
| Olimpico | non compreso nel programma di gare | non compreso nel programma di gare | non compreso nel programma di gare | non compreso nel programma di gare | non compreso nel programma di gare |
| Mondiale | nuovo evento                       | nuovo evento                       | nuovo evento                       | nuovo evento                       | nuovo evento                       |

### La stagione
Prima di questa gara, le atlete con le migliori tre prestazioni dell'anno erano:
| Pos. | Atleta                           | Prestazione | Data                                |
| ---- | -------------------------------- | ----------- | ----------------------------------- |
| 1    | Kerry Saxby Australia            | 42'50"      | 4 maggio 1987 Melbourne, Australia  |
| 2    | Olga Krishtop Unione Sovietica   | 43'22"      | 3 maggio 1987 New York, Stati Uniti |
| 3    | Irina Strakhova Unione Sovietica | 43'35"      | 3 maggio 1987 New York, Stati Uniti |

## Risultati[1][2]
Martedì 1º settembre 1987

### Classifica
| Pos. | Atleta              | Nazionalità      | Tempo  | Note                  |
| ---- | ------------------- | ---------------- | ------ | --------------------- |
|      | Irina Strakhova     | Unione Sovietica | 44'12" | Record dei campionati |
|      | Kerry Saxby         | Australia        | 44'23" |                       |
|      | Yan Hong            | Cina             | 44'42" |                       |
| 4    | María Cruz Díaz     | Spagna           | 44'48" | Record nazionale      |
| 5    | Yelena Nikolayeva   | Unione Sovietica | 44'54" |                       |
| 6    | Monica Gunnarsson   | Svezia           | 45'09" | Record nazionale      |
| 7    | Jin Bingjie         | Cina             | 45'24" |                       |
| 8    | Ann Peel            | Canada           | 45'27" |                       |
| 9    | Maria Reyes Sobrino | Spagna           | 45'37" |                       |
| 10   | Dana Vavracová      | Cecoslovacchia   | 46'10" |                       |
| 11   | Ann Jansson         | Svezia           | 46'15" |                       |
| 12   | Susan Cook          | Australia        | 46'20" |                       |
| 13   | Lisa Langford       | Regno Unito      | 46'23" |                       |
| 14   | Janice McCaffrey    | Canada           | 46'41" |                       |
| 15   | Lynn Weik           | Stati Uniti      | 46'51" |                       |
| 16   | Beate Anders        | Germania Est     | 47'00" |                       |
| 17   | María Colín         | Messico          | 47'23" |                       |
| 18   | Giuliana Salce      | Italia           | 47'28" |                       |
| 19   | Sari Essayah        | Finlandia        | 47'30" |                       |
| 20   | Debbi Lawrence      | Stati Uniti      | 47'31" |                       |
| 21   | Alison Baker        | Canada           | 47'48" |                       |
| 22   | Suzanne Griesbach   | Francia          | 48'06" |                       |
| 23   | Sirkka Oikarinen    | Finlandia        | 48'25" |                       |
| 24   | Maryanne Torrellas  | Stati Uniti      | 48'27" |                       |
| 25   | Beverley Allen      | Regno Unito      | 48'50" |                       |
| 26   | Solvi Furnes        | Norvegia         | 49'18" |                       |
| 27   | Graciela Mendoza    | Messico          | 49'46" |                       |
| 28   | Hideko Hirayama     | Giappone         | 49'50" | Record nazionale      |
| 29   | Emilia Cano         | Spagna           | 50'11" |                       |
| 30   | Mirva Hämäläinen    | Finlandia        | 52'03" |                       |
| 31   | Barbara Kollorz     | Germania Ovest   | dnf    |                       |
| 32   | Maria Grazia Orsani | Italia           | dnf    |                       |
| 33   | Lorraine Jachno     | Australia        | dnf    |                       |
| 34   | Guan Ping           | Cina             | -      | dq                    |
| 35   | Olga Krishtop       | Unione Sovietica | -      | dq                    |